# 다항 분포
다항 분포는 여러 개의 값을 가질 수 있는 독립 확률변수들에 대한 확률분포로, 여러 번의 독립적 시행에서 각각의 값이 특정 횟수가 나타날 확률을 정의한다.
다항 분포에서 차원이 2인 경우 이항 분포가 된다.

## 정의
어떤 시행에서 {\displaystyle k}가지의 값이 나타날 수 있고, 그 값들이 나타날 확률을 각각 {\displaystyle p_{1},p_{2},\cdots ,p_{k}}라고 할 때, {\displaystyle n}번의 시행에서 {\displaystyle i}번째 값이 {\displaystyle x_{i}}회 나타날 확률은 다음과 같다.
{\displaystyle p(x_{1},x_{2},\cdots ,x_{k};n,p_{1},\cdots ,p_{k})={\frac {n!}{x_{1}!x_{2}!\cdots x_{k}!}}p_{1}^{x_{1}}p_{2}^{x_{2}}\cdots p_{k}^{x_{k}}}
이때 {\displaystyle x_{1}+\cdots +x_{k}=n}이어야 한다. 그렇지 않은 경우의 확률값은 0으로 정의된다.
경우에 따라서, 다항 분포는 값이 나타나는 횟수가 아니라 독립 시행에서 나타나는 값 자체를 가리키기도 한다. 엄밀하게는 이러한 분포는 categorical 분포라고 부르며, 다음과 같이 정의된다. 만약 {\displaystyle i}번째 값이 {\displaystyle c_{i}}일 경우,
{\displaystyle p(c_{i};p_{1},\cdots ,p_{k})=p_{i}}
가 된다.